# Комбульская волость
Комбульская волость (латыш. Kombuļu pagasts) — одна из 26 территориальных единиц Краславского края Латвии. Граничит с Аулейской, Краславской, Скайстской, Удришской, Извалтской, Шкелтовской и Граверской волостями своего края. Административным центром волости является село Комбули.

## География
Территория волости занимает 8091 га, располагаясь на Дагдском всхолмлении Латгальской возвышенности. Высшая точка — гора Асару (229,3 м).
Крупнейшим озером, полностью располагающимся в пределах территории волости, является Ардавас.